# Стюарт, Мэттью (математик)
Мэттью Стюарт (англ. Matthew Stewart) — шотландский математик и священник Церкви Шотландии.

## Жизнь
Он родился в особняке в Ротсей на острове Бьют 15 января 1717 года в семье преподобного Дугальда Стюарта, местного священника, и его жены Джанет Бэннэнтайн.
Он получил образование в гимназии Ротсей, затем в 1734 году поступил в Университет Глазго, где учился у философа Фрэнсиса Хатчесона и математика Роберта Симсона, у которого он изучал античную геометрию. Между Симсоном и Стюартом возникла тесная дружба, отчасти из-за их взаимного восхищения Паппом Александрийским, что привело к множеству любопытных сообщений относительно De Locis Planis Аполлония Пергского и Поризмов Евклида на протяжении многих лет. Эта переписка предполагает, что Стюарт провёл несколько недель в Глазго, начиная с мая 1743 года, помогая Роберту Симсону в создании его Apollonii Pergaei locorum planorum libri II, опубликованного в 1749 году.
Однако его отец убедил его пойти в служение. Он изучал богословие в Эдинбургском университете в 1742/43 году, также посещал лекции по математике под руководством Колина Маклорена. В мае 1744 года он получил лицензию пресвитерии Шотландской церкви Дануна, а год спустя стал священником в Рознефе в Дамбартоншире. В 1746 году, после смерти Колина Маклорена, кафедра профессора математики в Эдинбургском университете стала вакантной, и чуть более года спустя Стюарт оставил служение, чтобы стать профессором математики. Публикация его самой известной работы «Некоторые общие теоремы значительного использования в высших разделах математики» (англ. Some General Theorems of Considerable use in the Higher Parts of Mathematics), возможно, помогла ему закрепить этот пост. Эта книга расширила некоторые идеи Роберта Симсона и наиболее известна предложением II или тем, что сейчас известно как теорема Стюарта, которая связывает измерения на треугольнике с дополнительной прямой, проходящей через вершину. Стюарт также предложил решение проблемы Кеплера, используя геометрические методы в 1756 году и книгу, описывающую движение планет и возмущение одной планеты на другой в 1761 году, а также приложение о расстоянии между Солнцем и Землёй в 1763 году.
В 1772 году здоровье Стюарта начало ухудшаться, и его обязанности профессора в Эдинбурге сначала были разделены, а затем переданы его сыну Дугальду Стюарту, который позже стал выдающимся шотландским философом. Мэттью перестал преподавать в 1775 году, но продолжал играть определённую роль в эдинбургском обществе, в частности, он был соучредителем Эдинбургского королевского общества в 1783 году.

## Семья
Он женился на Марджори Стюарт, двоюродной сестре.
Мэттью был отцом философа Дугальда Стюарта.
Он был тестем врача Патрика Миллера (1782—1871) и дедушкой полковника Мэттью Стюарта (около 1784—1851).

## Масонство
Стюарт был шотландским масоном. Он был посвящён в ложу Канонгейт Килвиннинг, № 2, 28 ноября 1835 года. Его сын, известный философ Дугальд Стюарт также был членом этой ложи (1775 г.).

## Смерть
Он умер в Катрин, Айршир, 23 января 1785 года, но был похоронен на кладбище Грейфрайерс в центре Эдинбурга. Поскольку захоронение было в период строгого регулирования на использование камней (фактически запрета), на могиле нет опознавательных знаков.